# Sciapus pediformis
Sciapus pediformis är en tvåvingeart som beskrevs av Becker 1922. Sciapus pediformis ingår i släktet Sciapus och familjen styltflugor. Inga underarter finns listade i Catalogue of Life.